# André Plaisantin
André Plaisantin, dit « Viallet, Genson, Gervais », né le 18 octobre 1906 à Tassin-la-Demi-Lune et mort le 11 novembre 1976 à Caluire-et-Cuire, est un membre actif du mouvement de Résistance Combat, pendant la Seconde Guerre mondiale.

## Biographie
Entrepreneur de vitrines avant la guerre, André Plaisantin est membre de la Jeune République et lié au milieu syndicaliste catholique de gauche à Lyon. Il est le responsable régional du Noyautage des Administrations Publiques, qu'il créé en juin 1941 avec l’aide de Maurice Picard.
Dans son livre L'aventure incertaine, Claude Bourdet dit : « Un jour, Marcel Peck vint m'expliquer que Plaisantin avait eu l'idée de regrouper, ce que personne n'avait encore fait, les cellules du mouvement dans les administrations et diverses professions. Ils avaient tous deux appelé cela « N.A.P. », « Noyautage administratif et professionnel ». Plaisantin ne s'était pas rendu compte, je crois, de toute l'importance de ce qu'il faisait, mais Marcel Peck l'avait tout de suite saisi. (…) Puis Peck et moi nous décidâmes de changer le sens de N.A.P, en « Noyautage des Administrations Publiques » »
Claude Bourdet dit aussi d'André Plaisantin, (responsable de la ville de Lyon et coresponsable de R1 - Région Lyonnaise - pour le groupe de Résistance Combat avec Marcel Peck) :
« Plaisantin a été une des clés de voûte de la Résistance lyonnaise. Je crois vraiment qu'il a été mêlé, de 1940 à 1944, à tout ce qui s'est fait à Lyon. D'une activité débordante dans tous les domaines, prudent sans exagération, il n'est pas étonnant qu'il n'ait jamais été identifié comme résistant bien qu'arrêté. »
Le 25 mars 1944, la Gestapo vient sonner chez lui, mais il est absent. La famille Plaisantin fuit alors cet appartement, et se disperse. L’appartement, laissé vide, est pillé.

## Décorations
- Médaille de la Résistance française avec rosette (3 janvier 1946)

## Sources et bibliographie
- André Plaisantin, Sur les origines de Combat à Lyon, mai 1949 (manuscrit)
- Harry Roderick Kedward, Naissance de la Résistance dans la France de Vichy. Idées et motivations. 1940-1942 sur Google Livres, Oxford University Press, 1978, p. 222
- Michel Germain, La nuit sera longue. Chronique de la Haute-Savoie, de la « Drôle de Guerre » à la Défaite et l'Armistice jusqu'au temps de la « Zone Libre » Septembre 1939 - 8 novembre 1942 sur Google Livres, Volume 1, La Fontaine de Siloé, 1993, p. 274
- Centre national de la recherche scientifique, Autogestion et socialisme, n° 30 à 31 sur Google Livres, Anthropos, 1975, pp. 159-160
- René Cerf-Ferrière, Chemin clandestin: 1940-1943 sur Google Livres, Juliard, 1968, p. 80
- Marcel Ruby, La Résistance à Lyon: 19 juin 1940-3 septembre 1944, Volume 1, Hermès, 1979, pp. 157 & 474
- Association des amis du CHRD, Les lieux secrets de la résistance, Lyon 1940-1944, éd. Xavier Lejeune, 2003.
- Rémi Kauffer, La Résistance s'infiltre dans les rouages de Vichy, Moments d'Histoire, mensuel Historia, 1er mars 2008, n°735, p. 32